# Expedition Vildmark
Expedition Vildmark var ett svenskt äventyrsprogram främst riktat till barn. Programmet producerades av SVT Umeå och visades i SVT1 med premiär 2004. I varje avsnitt var tre barn ute med sin vuxna expeditionsledare/guide André Prtic. De provar på olika former av äventyr i den nordiska vildmarken.